# Còlob vermell occidental
El còlob vermell occidental (Piliocolobus badius) és una espècie de primat de la subfamília dels colobins. Assoleix una llargada corporal de 45–67 cm, amb una cua que pot arribar a mesurar fins a 80 cm. Pesa 5–11 kg i els mascles pesen una mica més que les femelles.
Es tracta d'un animal esvelt amb extremitats llargues i relativament primes. El pelatge és negre o gris a la part superior, mentre que els braços, les cames i el cap són de color marró gris. El ventre i la regió genital són blancs. Com en tots els còlobs, els polzes no són més que monyons.
El 1994, micos còlobs vermells occidentals van infectar molts ximpanzés amb el virus d'Ebola en ser caçats i menjats pels ximpanzés.